# 1803年逝世人物列表
下面是1803年逝世的知名人士列表。
1803年逝世人物列表：1月 - 2月 - 3月 - 4月 - 5月 - 6月 - 7月 - 8月 - 9月 - 10月 - 11月 - 12月

## 1月

### 1日
- 詹姆斯·伍德福德，英國牧師、日記家

### 2日
- 伊格納茲·馮·貝克，德國古典作曲家和鋼琴家

### 4日
- 詹姆斯·金賽，美國律師和政治家

### 6日
- 小弗朗茨·澤弗·費希特邁爾，慕尼克晚期巴羅克（洛可哥）的宮廷泥水匠，韋索布倫學校

### 7日
- 馬蒂亞斯·克利斯蒂安·斯普倫格爾，德國地理學家和多歷史學家

### 9日
- 約翰·博古斯瓦夫·馮·齊茨維茨，普魯士皇家少將，第9龍騎兵團團長

### 11日
- 約翰·海因里希·雷斯，德國路德宗神學家和作家
- 卡爾·威廉·馮·齊爾施基，普魯士少將，第11龍騎兵團團長

### 12日
- 朱塞佩·巴爾德里吉，義大利畫家

### 13日
- 奧古斯特·弗裡德里希·馮·德·德羅塞爾，普魯士少將，胸甲騎兵團團長

### 14日
- 李调元，中國清代學者

### 15日
- 讓-皮埃爾·帕蓬（Jean-Pierre Papon），法國歷史學家和普羅旺斯主義者
- 基里爾·格裡戈里耶維奇·拉祖莫夫斯基，俄羅斯伯爵和將軍

### 17日
- 布萊斯·杜瓦爾，法國騎兵師將軍
- 弗裡德里希·羅曼·格布哈德，德國天主教神職人員，耶穌會士

### 18日
- 伊波利特·波格丹諾維奇，俄羅斯詩人
- 克雷爾·克萊隆，法國悲劇家和安斯巴赫的宮廷情婦
- 喬治·克裡斯托夫·科納赫，海爾布隆市長（1784年–1802年）
- 西爾萬·馬雷沙爾，法國詩人和哲學家

### 19日
- 馬庫斯·赫茲，德國醫生和哲學教授

### 20日
- 約翰·弗里德里希·馮·雷希納，瑞士政治家和地理學家

### 21日
- 狄奧尼修斯·舒彭，瑪麗亞·恩格爾波特修道院的前任

### 23日
- 亞瑟·吉尼斯，愛爾蘭釀酒師

### 26日
- 喬治·帕斯特維茨，奧地利作曲家和天主教神職人員

### 28日
- 卡爾·馮·馬里內利，奧地利演員和作家

### 30日
- 古斯塔夫·恩斯特·馮·斯特蘭德曼，俄羅斯將軍和州長

## 2月

### 1日
- 安德斯·契德紐斯，芬蘭牧師、政治家

### 3日
- 瑪麗亞·伊西德拉·德·古茲曼·德拉塞爾達，西班牙學者
- Renée-Caroline-Victoire de Froulay（勒內-卡羅琳-維克多·德·弗魯萊），法國作家和沙龍
- 卡爾·阿諾德·馮·洪佩施，各種大教堂基金會的教規，教務長和採礦承包商
- 伊森堡和布丁根的沃爾夫岡·恩斯特二世，德國王子
- 伍爾夫·迪翠希·馮·德·舒倫堡，丹麥中將

### 5日
- 詹巴蒂斯塔·卡斯蒂，義大利詩人和諷刺作家

### 6日
- 加斯帕羅·安吉奧利尼，義大利舞蹈家、編舞家和理論家
- 理查·貝雷斯福德，美國律師、大陸軍軍官、南卡羅來納州政治家
- 喬治·古斯塔夫·菲勒伯恩，德國作家、語言學家和哲學家

### 7日
- 弗里德里希·路德維希·卡爾·克利斯蒂安·祖卡斯特爾-呂登豪森，德國君主和藝術贊助人

### 8日
- 奧托·馮·布洛姆，荷斯坦地主、教規和外交官在丹麥服役

### 9日
- 埃裡克·古斯塔夫·利德貝克，瑞典經濟學家、自然歷史和經濟學教授
- 讓-法蘭索瓦·德·聖朗貝爾，法國軍人、詩人、哲學家和作家

### 11日
- 讓-弗朗索瓦·德拉哈普（Jean-François de La Harpe），法國評論家和詩人
- 安東·馮·斯托克，奧地利醫生

### 16日
- 喬瓦尼·彭托（Giovanni Punto），波西米亞圓號演奏家、小提琴家和作曲家
- 路易士·勒內·愛德華·德·羅漢-蓋梅內，斯特拉斯堡教區的最後一位親王主教

### 17日
- 尼古拉斯·德爾·坎波，西班牙軍事和殖民地總督

### 18日
- 約翰·威廉·路德維希·格萊姆，啟蒙時期的德國詩人
- 漢斯·卡斯帕·赫澤爾，瑞士醫生和作家

### 19日
- 馬蒂亞斯·韋伯，德國強盜

### 20日
- 瑪麗·杜梅尼爾，法國女演員

### 21日
- 愛德華·德斯帕德，英國革命家

### 22日
- 雅克-多納蒂安·勒雷·德·肖蒙，法國美國革命之父

### 23日
- 普拉斯科維亞·科瓦廖娃-熱姆楚戈娃，俄羅斯農奴女演員，歌劇女高音
- 海倫·夏洛特·馮·弗里德蘭，勃蘭登堡貴族和女房東

### 25日
- 巴勃羅·德·奧拉維德，西班牙裔律師、作家和政治家

### 27日
- 約翰內斯·賈內特，瑞士改革宗牧師

## 3月

### 2日
- 弗朗茨·約瑟夫·弗賴赫爾·馮·海因克，奧地利律師

### 4日
- 亞歷山大·格裡戈里耶維奇·傑米多夫，俄羅斯企業家

### 5日
- 齊格蒙德·馮·比布拉，德國教育家和詞典編纂家

### 6日
- 約翰·弗里德里希·亞歷山大·蒂勒，德國畫家和蝕刻師

### 7日
- 埃德梅-塞巴斯蒂安·傑奧拉特，法國天文學家

### 8日
- 第三代布里奇沃特公爵弗朗西斯·埃格頓，英國貴族

### 11日
- 讓-巴蒂斯特·卡登（Jean-Baptiste Cardon），法國豎琴家和作曲家

### 14日
- 蜜雪兒-法蘭索瓦·德·庫埃·杜維維耶·德·洛裡，法國羅馬天主教神父和拉羅謝爾主教
- 弗里德里希·戈特利布·克洛普施托克，德國作家和詩人

### 17日
- 德米特裡·阿列克謝耶維奇·戈利岑，俄羅斯外交官、藝術經紀人、作家
- 菲力浦·弗里德里希·西奧多·梅克爾，德國醫生

### 18日
- 小馬修·佈雷廷厄姆，英國建築師和藝術經紀人

### 19日
- 埃爾德曼·博吉斯拉夫·馮·赫茨貝格，普魯士軍官，最後一位少將
- 馬格努斯·弗裡德里希·魯斯，德國神學家
- 普拉斯科維婭·伊萬諾夫娜·謝姆楚戈娃，俄羅斯女演員和女高音

### 21日
- 西奧多·喬治·奧古斯特·羅斯，德國醫生、生理學和解剖學教授、醫學史學家

### 24日
- 克利斯蒂安·戈特利布·蓋瑟，德國畫家和雕刻家
- 奧古斯特·戈特利布·普魯申，德國神學家、製圖師和地質學家

### 25日
- 約翰·海爾芬茲裡德，德國耶穌會士、數學家和天文學家
- 烏爾班·克利伯，奧地利雕塑家
- 馬丁·沃爾德·施羅林克，德國律師和漢堡市議員

### 28日
- 克裡斯托夫·弗里德里希·馮·米倫多夫·弗賴赫爾·馮·曼特菲爾，選舉撒克遜步兵少校

### 29日
- 戈特弗里德·范·斯維滕（Gottfried van Swieten），為哈布斯堡王朝服務的外交官

### 30日
- 克利斯蒂安·馮·登霍夫，普魯士戰爭部長

## 4月

### 2日
- 詹姆斯·蒙哥马利，蘇格蘭政治家，法官

### 3日
- 奧托·威廉·馮·巴內克，普魯士少將

### 4日
- 喬治·魯道夫·伯默，德國醫生和植物學家
- 約瑟夫·康拉德·馮·施羅芬貝格-莫斯，弗賴辛和雷根斯堡主教，貝希特斯加登最後一任教務長
- 喬賽亞·史密斯，美國政治家

### 6日
- 威廉·汉密尔顿，英國外交官、考古學家
- 埃伯哈德·路德維希·貝克特，德國檔案管理員和海爾布隆市長

### 7日
- 安托萬·德·博斯克·德拉卡梅特，丹麥政治家、景觀設計師
- 杜桑·盧維杜爾，海地革命家

### 8日
- 路易士·弗朗索瓦·安托萬·阿博加斯特
- 卡爾·威廉·羅伯特，德國神學家、法學家和活躍的共濟會成員

### 9日
- 米哈伊·巴科斯，匈牙利神父和作家
- 撒母耳·馮·布魯肯塔爾，特蘭西瓦尼亞總督

### 11日
- 漢斯·伯恩哈德·路德維希·倫布克，德國醫生和呂貝克城市醫生
- 約翰·弗里德里希·施羅斯，奧地利雕塑家

### 14日
- 卡爾·弗里德里希·埃弗斯，梅克倫堡-什未林公國的德國法學家、檔案學家和錢幣學家
- 克裡斯托夫·安東·馮·米加齊，維也納總教區天主教大主教和紅衣主教

### 17日
- 約翰·克裡斯托夫·馮·諾貝爾斯多夫，普魯士少將兼第37步兵團團長

### 18日
- 喬治·伯恩哈德·利奧波德·澤勒，德國小提琴家、指揮家和作曲家

### 19日
- 克裡斯托夫·哈伯蘭，波羅的海德國建築師

### 22日
- 約翰·海因里希·馮·君特，普魯士中將兼軍事總督

### 24日
- 阿德萊德·拉比爾-吉亞爾，法國肖像畫家

### 26日
- 以撒·布魯姆，美國政治家

### 27日
- 耶利米亞斯·尼古拉斯·艾寧，德國校長和大學講師
- 赫爾弗里希·伯恩哈德·溫克，德國議會議員、校長、教育家、歷史學家

### 28日
- 約翰·本尼迪克特·卡爾普佐夫四世，德國神學和語言學
- 約翰·法比安·威廉·馮·舍策爾，普魯士少將

### 29日
- 卡爾·戈特弗裡德·費迪南德·馮·布希，普魯士中將，第8龍騎兵團的最後一任團長

## 5月

### 2日
- 弗里德里希·格代克，啟蒙運動的德國教育家和教育政治家

### 3日
- 約翰·雅各·魏特佈雷希特，聖彼德堡的德國印刷師和出版商

### 4日
- 凱薩琳娜·朗，德國歌手和演員
- 讓-約瑟夫·梅林，精密機械領域的設計工程師，儀器製造商和溜冰鞋的發明者
- 安東·林登施文德，企業家、嘉格納市長和工業化先驅

### 7日
- 海因里希·貝克，德國演員和劇作家

### 8日
- 約翰·約瑟夫·梅林，比利時出生的英國鍾錶和樂器製造商和發明家

### 9日
- 史蒂文斯·湯姆森·梅森，美國政治家

### 10日
- 克利斯蒂安·卡爾·祖·埃爾巴赫-菲爾斯泰瑙，在位伯爵和普魯士少將

### 12日
- 卡爾·馮·埃卡茨豪森，德國作家、哲學家和神智學家

### 17日
- 卡爾·威廉，拿騷-烏辛根親王

### 18日
- 克利斯蒂安·威廉·凱特裡努斯，德國雕刻師
- 撒母耳·利弗莫爾，美國政治家
- 迪特裡希·海因里希·路德維希·馮·歐姆普泰達，德國憲法律師和部長

### 20日
- 約翰·戈特弗里德·伊曼紐爾·伯傑，德國新教神學家

### 21日
- 約翰·弗里德里希·威廉·蒂姆，德國改革宗神學家和教育家

### 24日
- 迪特裡希·蒂德曼，德國哲學家和大學講師

### 25日
- 約翰·格奧爾格·威廉·馮·貝倫斯普朗，普魯士公務員

### 26日
- 老巴托爾德·喬納斯·貝塞勒，德國鐵匠和鍾創始人

### 27日
- 路德维克一世，伊特魯里亞國王
- 弗里德里希·卡爾·利珀特，德國歌手和作家

### 29日
- 路易-安托萬·卡拉喬利，法國作家
- 弗朗茨·愛德華·馮·斯科特，普魯士少將兼施潘道城堡指揮官

### 31日
- 弗朗茨·加雷斯，德國畫家

## 6月

### 1日
- 多林·威廉·馮·克羅科夫，普魯士步兵將軍

### 2日
- 恩斯特·雅各·馮·埃卡德斯坦，德國企業家、地主和侍從

### 6日
- 老喬賽亞·塔特納爾（Josiah Tattnall），美國眾議員兼喬治亞州州長

### 9日
- 弗里德里希·巴爾克，普魯士公務員

### 10日
- 卡爾·弗里德里希·馮·比埃拉，德國k.u.k.陸軍元帥
- 亨麗埃特·馮·奧伯基希，符騰堡州索菲亞·多蘿西婭公主的朋友
- 安娜·芭芭拉·烏爾納，瑞士詩人

### 11日
- 亨里克·亞當·布羅肯胡斯，丹麥貴族

### 12日
- 阿塔納修斯·赫滕科弗，瓦爾德薩森修道院院長
- 理查·弗朗索瓦·菲力浦·布倫克，斯特拉斯堡古典語言學家
- 埃裡克·帕爾姆施泰特，瑞典建築師

### 14日
- 約翰·亞當·馮·波施，奧地利律師和公務員

### 15日
- 皮埃爾-法蘭索瓦·伯尼爾，法國天文學家

### 17日
- 奧托·阿爾佈雷希特·馮·阿尼姆，普魯士地區行政長官

### 21日
- 喬治·克裡斯托夫·達姆，德國路德宗神學家和總監督

### 22日
- 威廉·海因斯，德國作家、學者和圖書館員

### 24日
- 馬修·桑頓，美國《獨立宣言》簽署人

### 26日
- 費爾明·拉蘇恩，西班牙傳教士

### 28日
- 路德維希·芬克·馮·芬肯斯坦，德國法官和駐普魯士公使

## 7月

### 2日
- 恩斯特·安東·海利格，漢諾威市長

### 4日
- 彼得·阿斯卡尼烏斯，挪威動物學家和礦物學家

### 5日
- 伊曼紐爾·約翰·格哈德·舍勒，德國古典語言學家和詞典編纂家

### 7日
- 雅克-法蘭索瓦·德馬奇，法國化學家和藥劑師

### 8日
- 弗朗切斯科·卡薩諾瓦，義大利戰鬥畫家
- 第四代布裡斯托爾伯爵弗雷德里克·赫維（Frederick Hervey），英國主教、藝術愛好者和古怪的人
- 海倫娜·馬蒂尼，黑森-達姆施塔特路易八世的情婦和紅顏知己

### 14日
- 埃斯特萬·薩拉斯·卡斯特羅，古巴作曲家和教堂音樂家

### 15日
- 瑪麗亞·特蕾西亞·馮·埃爾茨-羅登多夫，地主

### 16日
- 托馬斯·阿爾佈雷希特·平格林，德國雕刻師

### 17日
- 阿道夫，黑森州-菲力浦斯塔爾-巴奇費爾德伯爵，來自黑森州
- 詹姆斯·卡倫德，蘇格蘭裔美國作家和諷刺作家

### 21日
- 約翰·雅各·沃爾克曼，德國作家

### 22日
- 多梅尼科·科爾維，洛可哥和新古典主義時期的義大利畫家

### 25日
- 約瑟夫-巴納貝·聖塞文，法國作曲家和小提琴家
- 梅爾基奧爾·亞當·韋卡德，德國醫生和哲學家

### 27日
- Uno 的 Troil，烏普薩拉大主教

### 29日
- 讓-巴蒂斯特·德奧德（Jean-Baptiste d'Odet），瑞士羅馬天主教神職人員，洛桑教區主教

## 8月

### 2日
- 邁克爾·菲力浦·布曼，普魯士的德國建築師和建築商

### 4日
- 赫爾曼·雅各·拉修斯，德國古典語言學家和教育家

### 6日
- 阿薩夫·賈赫二世，40多年來，他一直是印度德幹領土的統治者，該領土成為海德拉巴的王侯國
- 帕夏·約翰·弗裡德里希·韋奇，德國風景畫家

### 10日
- 安傑洛·瑪麗亞·班迪尼，義大利作家、圖書管理員和教規
- 約瑟夫·加洛韋，北美殖民地的英國政治家

### 11日
- 霍亨索倫-赫欽根的查理斯，瓦爾米亞王子主教

### 12日
- 伊格納齊奧·布斯卡，義大利神職人員、紅衣主教和紅衣主教國務卿

### 14日
- 約翰·海因里希·奧古斯特·舒爾茨，德國教育家、語言學家和新教神職人員

### 15日
- 弗里德里希·戈特利布·馮·勞倫斯，普魯士少將，第56步兵團團長

### 18日
- 詹姆斯·比蒂，蘇格蘭哲學家和作家
- 阿道夫·弗里德里希·特倫德倫堡，德國法學家，曾三任比佐夫王子大學校長和帕拉蒂尼伯爵

### 21日
- 雅各布魯爾斯，不來梅律師、參議員和市長

### 24日
- 格雷戈里奧·豐塔納，義大利數學家
- 詹姆斯·納珀·坦迪，愛爾蘭獨立鬥士

### 29日
- 路易絲·迪德·祖姆·菲爾斯滕斯坦，德國貴族、鋼琴家

### 30日
- Otto Kasimir von Meerscheidt genannt Hüllessem，普魯士皇家少將兼馬格德堡司令

## 9月

### 1日
- 撒母耳·科倫布施，德國醫生、書學家和萊茵蘭虔誠派的代表

### 2日
- 讓-巴蒂斯特·詹森，法國古典大提琴家和作曲家

### 3日
- 波马雷一世，法屬波利尼西亞國王

### 5日
- 皮埃尔·肖代洛·德拉克洛，法國作家和軍官
- 弗朗索瓦·德維安，法國作曲家和長笛演奏家

### 6日
- 西奧菲勒斯·布拉德伯里，美國律師和政治家
- 弗裡德里希·吉迪恩·馮·沃爾基，普魯士中將，第10驃騎兵團團長

### 10日
- Friederike Schmidt von Hessenheim，海爾布隆貴族

### 13日
- 約翰·巴里，美國獨立戰爭期間的大陸海軍軍官，後來加入美國海軍
- 約翰·約瑟夫·尼特納，薩根（Sagan）和下舍恩豪森（Niederschönhausen）的德國宮廷園丁

### 15日
- 吉安·弗朗切斯科·阿爾巴尼，義大利天主教紅衣主教
- 弗朗索瓦·德維安，法國作曲家

### 16日
- 尼古拉·博丹，法國探險家

### 17日
- 格哈德·菲力浦·肖爾文，新教神學家
- 理查·史密斯，美國政治家
- 弗朗茨·澤維爾·蘇斯邁爾，奧地利作曲家

### 18日
- 安托萬·休戈特，法國長笛演奏家、教授和作曲家

### 20日
- 約翰·布朗，美國政治家
- 罗伯特·埃米特，愛爾蘭叛軍領袖和民族主義者

### 21日
- 瑪麗亞·福爾圖納塔·德·埃斯特，義大利公主和結婚的瑪律凱伯爵夫人和孔蒂公主

### 22日
- 約翰·馬蒂亞斯·布茨·馮·羅爾斯伯格，奧地利天主教神職人員

### 23日
- 約瑟夫·裡特森，英國古董

### 24日
- 赫蓮娜·巴甫洛夫娜女大公，俄羅斯女大公
- 老喬治·威廉·斯坦（Georg Wilhelm Stein），德國醫生和活躍的共濟會成員

### 27日
- 法蘭西絲·佈雷特·霍奇金森，出生於英國的美國女演員

## 10月

### 1日
- 菲力浦·馮·勒克和維滕，普魯士上校和梅裡特騎士勳章

### 2日
- 阿卜杜勒阿齐兹·本·穆罕默德，瓦哈比伊瑪目（1765–1803）
- 塞缪尔·亚当斯，美國政治家和革命家

### 4日
- 約翰·尼古拉斯·維勒布蘭特，德國律師、外交官和法警

### 6日
- 約翰·克利斯蒂安·蘇茲伯格，“蘇茲伯格博士窮人和病人基金會”的創始人，同名河酊劑的發明者

### 7日
- 皮埃爾·瓦雄（Pierre Vachon），法國小提琴家和作曲家

### 8日
- 维托里奥·阿尔菲耶里，意大利劇作家、詩人

### 10日
- 羅伯特·盧瑟福，美國政治家

### 11日
- 亞歷山大·馬特維耶維奇·德米特裡耶夫-馬莫諾夫，俄羅斯葉卡捷琳娜二世的情人（1786年–1789年）

### 13日
- 路易·克勞德·德·聖馬丁，法國共濟會成員、哲學家和神秘主義者

### 14日
- 艾梅·阿爾岡，瑞士發明家、物理學家、化學家和企業家
- 埃爾科萊三世·埃斯特，摩德納和雷焦公爵
- 雅克·甘美林，法國畫家、製圖員、雕刻師和蝕刻師

### 15日
- 奧萊·伊爾根斯，挪威路德宗主教

### 19日
- 本尼迪克特·史特勞許，德國天主教神學家和教育家

### 21日
- 阿爾貝托·富蒂斯，義大利神職人員、自然哲學家和博學者

### 23日
- 埃德蒙·彭德爾頓，美國種植園主、律師和政治家

### 26日
- 約瑟夫·費伊，美國政治家和商人
- 第一代斯塔福德侯爵格蘭維爾·琉森-高爾，英國政治家

### 27日
- 海因里希·約翰·馮·佈雷文，波羅的海德國地區行政長官

### 28日
- 奧托內·卡爾德拉里，義大利建築師

### 30日
- 卡爾·菲力浦·祖·殷格翰，柯尼希施泰因的奧伯拉姆特曼和美因茨選舉委員會
- 約翰·雅各·勞特曼，德國建築師和建築商

### 31日
- 潘達拉·萬尼揚，瓦尼最後一位國王（被馮·德里伯格中尉擊敗）
- 漢斯·魯道夫·馮·比索夫韋德，普魯士少將；外交大臣，普魯士腓特烈·威廉二世的寵兒

### 日期不詳
- 烏爾里希·阿赫特，德國小提琴家和作曲家

## 11月

### 9日
- 喬治·路易·勒塞奇，日內瓦物理學家
- 迪特裡希·威廉·馮·舒爾茨，普魯士少將，波斯尼克軍團司令，第3驃騎兵團團長

### 11日
- 拉斐爾·科恩，拉比

### 12日
- 彼得羅·卡爾尼雪夫斯基，烏克蘭阿塔曼和烏克蘭東正教的聖人
- 弗裡德里希·亞歷山大·馮·勛伯格，選帝侯-撒克遜侍從，首席稅務總監和莊園主

### 13日
- 克裡斯托夫·弗里德里希·洛斯納，德國古典語言學家

### 14日
- 克利斯蒂安·厄德曼·金頓，德國管風琴製造商

### 15日
- 埃利亞斯·比爾格拉姆，德國大樑師傅、機械師、工匠、金屬藝術家、機械師、儀器製造商和製圖員

### 17日
- 約翰·威利特·佩恩，英國皇家海軍上將

### 18日
- 迪特爾文·費德森，挪威文化人物

### 21日
- 約翰內斯·布克勒（Johannes Bückler），德國強盜
- 克利斯蒂安·萊因哈德，Schinderhannes 的德國幫凶

### 25日
- 約瑟夫·威爾頓，英國雕塑家

### 27日
- 安托萬·蓋尼，法國神父和基督教護教士

### 28日
- 約翰·雅各·納塔內爾·諾依曼，德國新教神學家和哲學家
- 托比亞斯·弗里德里希·菲佛，德國歌手、雙簧管演奏家、鋼琴家、作曲家和音樂教育家

### 29日
- 約翰·伯恩哈德·維梅倫，早期浪漫主義德國詩人和學者
- 約瑟夫·沃爾徹，奧地利耶穌會士、數學家和物理學家

### 30日
- 弗朗索瓦-瑪麗·道丁，法國動物學家

## 12月

### 2日
- 亞當·克裡斯托弗·奧爾登堡，丹麥少將

### 4日
- 克裡斯托夫·巴托爾德·沙夫，德國行政律師和區域研究作家

### 5日
- 弗朗茨·卡爾·維斯格裡爾，奧地利家譜學家和紋章學家

### 7日
- 格裡特·帕佩，荷蘭政治家、作家

### 11日
- 喬治·弗裡德里希·海因里希·馮·霍恩洛厄-英格爾芬根，普魯士少將，第31步兵團團長
- 威廉·范斯·默里，美國政治家

### 13日
- 讓·尼古拉斯·格魯，法國耶穌會士、神父、神秘主義者和神學家

### 14日
- 馬克·湯姆森，美國政治家

### 15日
- 德魯·德魯里，英國昆蟲學家
- 路德維希·約瑟夫·烏蘭德，德國新教神學家

### 17日
- 路易絲·弗蘭齊斯卡·索菲·馮·伊姆霍夫，德國侍女
- 彼得羅·安東尼奧·佐爾齊，義大利神父、烏迪內大主教和紅衣主教

### 18日
- 约翰·戈特弗里德·赫尔德，德國哲學家

### 22日
- 卡羅勒斯·塞加爾，荷蘭語言學家和改革宗神學家

### 24日
- 格奧爾格一世，薩克森-邁寧根公爵

### 26日
- 吉安·卡洛·帕塞羅尼，義大利作家
- 弗里德里希·海因里希·德·恩伯斯，普魯士少將，第3步兵團第39營營長

### 27日
- 卡爾·路德維希·馮·普菲爾，普魯士少將

### 30日
- 法蘭西斯·路易斯，美國《獨立宣言》簽署人
- 約翰·格奧爾格·斯佩克特，巴羅克時期末期的建築大師

### 31日
- 埃裡克·赫塞爾葛籣，瑞典神學家和主教